# 齋藤修 (財務官僚)
齋藤 修（さいとう おさむ、1957年7月 - ）は、日本の財務官僚。財務省北海道財務局長や、財務総合政策研究所副所長を務めた。

## 人物・経歴
北海道函館市出身。国家公務員初級職試験合格後、1976年札幌国税局入局、総務部総務課。1977年東京国税局総務部総務課。1981年中央大学法学部卒業。1985年大蔵省大臣官房秘書課。1996年大蔵省大臣官房秘書課課長補佐。2000年近畿財務局理財部理財課長。2001年財務省大臣官房秘書課課長補佐。2005年財務省大臣官房人事調査官。2011年東京国税局荻窪税務署長。2012年北海道財務局総務部長。2013年東海財務局総務部長。2014年財務省理財局管理課長。2015年から北海道財務局長を務め、地方創生などにあたった。2016年財務省財務総合政策研究所副所長。2018年一般社団法人金融先物取引業協会総務部長。